# Rouko
Ne doit pas être confondu avec Rouko-Foulbé.
Rouko est une commune rurale et le chef-lieu du département de Rouko situé dans la province du Bam de la région du Centre-Nord. 

## Géographie
Rouko est situé à 20 kilomètres au sud-ouest de Kongoussi et à 10 km de la route nationale 22.

## Éducation et santé
Rouko accueille un centre de santé et de promotion sociale (CSPS) tandis que le centre médical avec antenne chirurgicale (CMA) de la province se trouve à Kongoussi.